# 第56独立自動車化歩兵旅団 (ウクライナ陸軍)
第56独立自動車化歩兵旅団（だい56どくりつじどうしゃかほへいりょだん、ウクライナ語: 56-та окрема мотопіхотна бригада、略称56 ОМПБр）は、ウクライナ陸軍の旅団。南部作戦管区隷下。ドネツィク州マリウポリに旅団司令部を置く。

## 概要

### ドンバス戦争
2015年2月23日、ドンバス戦争の影響に伴い、第28独立機械化旅団隷下の第21独立自動車化歩兵大隊、第92独立機械化旅団隷下の第23独立自動車化歩兵大隊、第93独立機械化旅団隷下の第37独立自動車化歩兵大隊を基幹にドニプロペトロウシク州ドニプロで創設された。
2015年7月、ドンバス戦争に投入され、東部ドネツィク州に配備された。
2016年11月、ウクライナ海軍歩兵への編入を計画し、ドネツィク州マリウポリに移駐した。
2018年8月22日、ペトロ・ポロシェンコ大統領より、名誉称号「マリウポリ」が授与された。

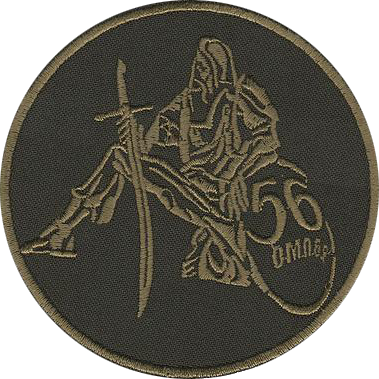
旧第56独立自動車化歩兵旅団章
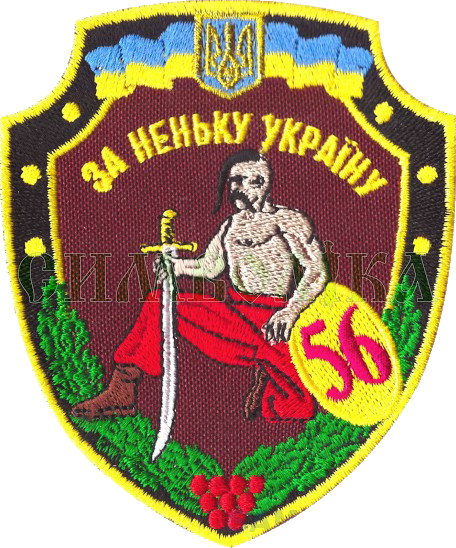
旧第56独立自動車化歩兵旅団章

## ギャラリー

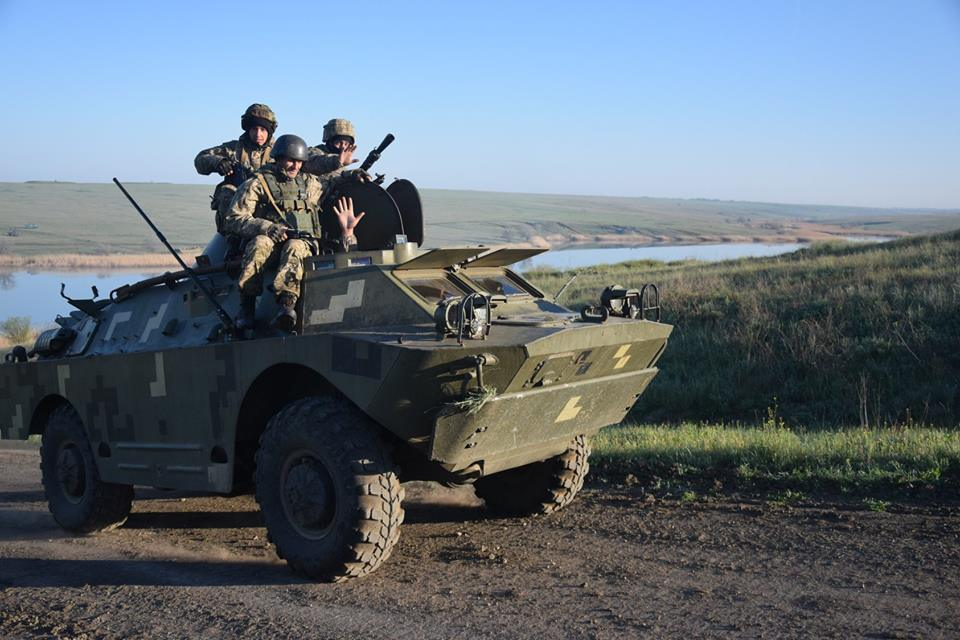
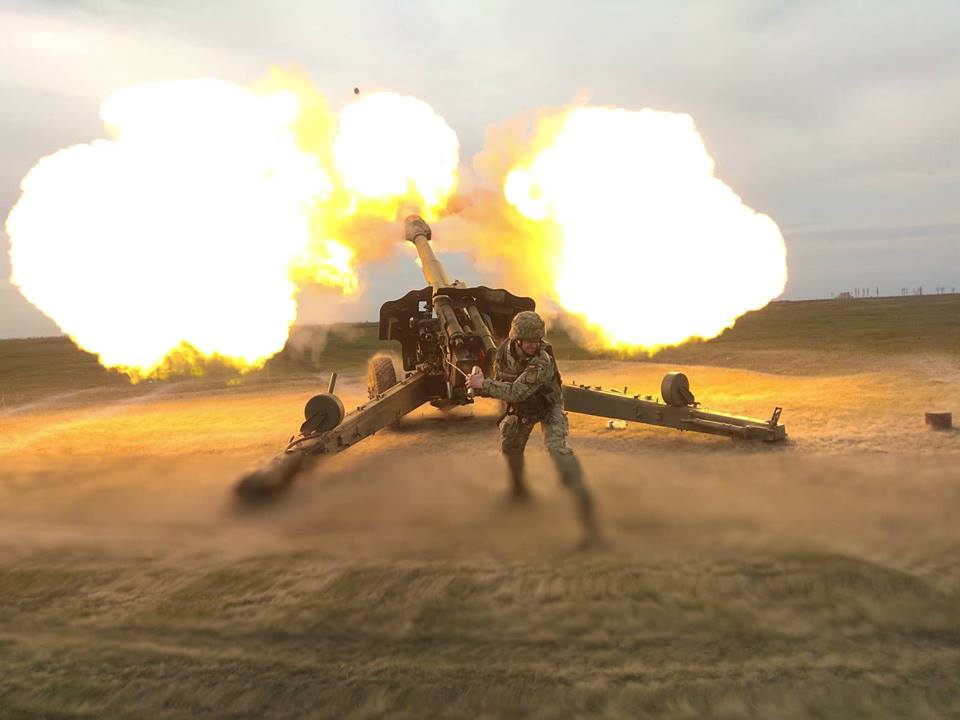
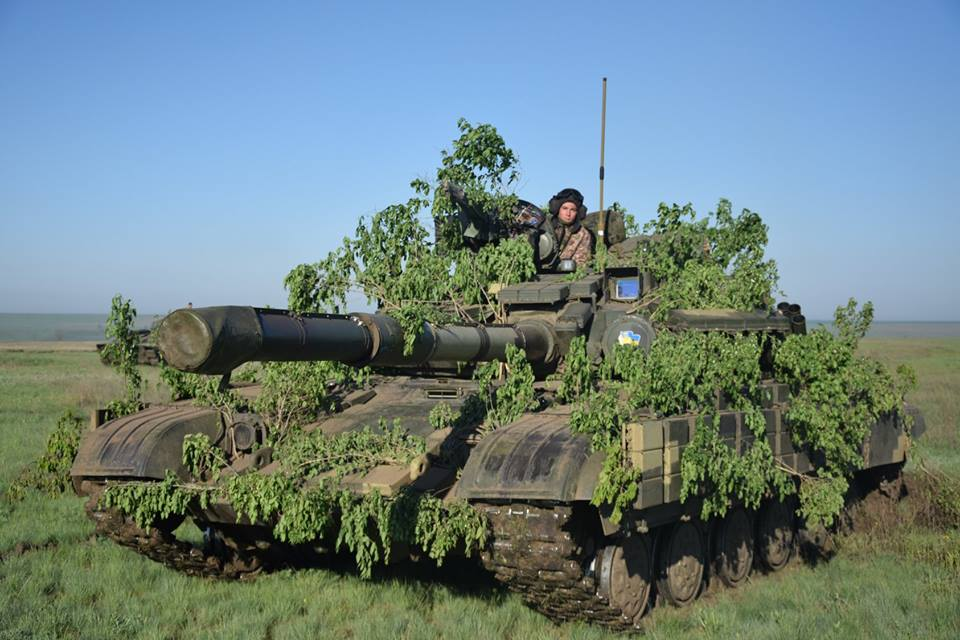
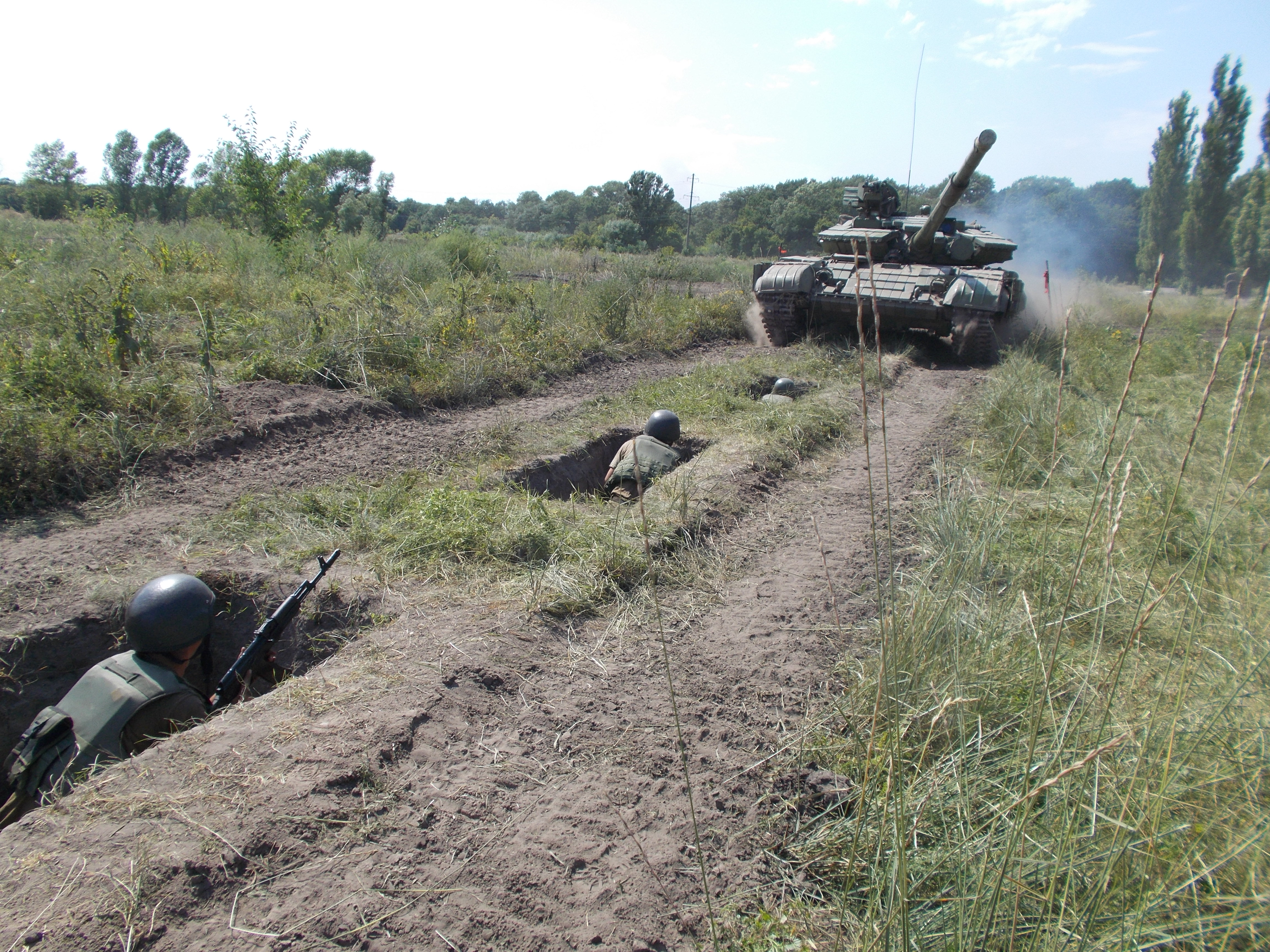

### ロシアのウクライナ侵攻

#### 東部・アウディーイウカ戦線

第56独立自動車化歩兵旅団旗

2022年1月からドンバス戦争でドネツク人民共和国と接する東部ドネツィク州ポクロウシク地区に配備されていたため、2月24日のロシアのウクライナ侵攻はそのまま開戦し、第1軍団隷下の第1独立自動車化狙撃旅団の攻勢をアウディーイウカで撃退した。9月に第21独立自動車化歩兵大隊が防御していたピスキーが陥落し、12月に第59独立自動車化歩兵旅団と交代で後方に移動した。

#### 東部・マリウポリ戦線
2022年2月24日、隷下の第37独立自動車化歩兵大隊、後方部隊が南東部の要衝ドネツィク州マリウポリの守備隊としてウクライナ海軍の第36独立海軍歩兵旅団、ウクライナ国家親衛隊の第12特務旅団、アゾフ連隊と合同で配置され、増援の第10独立山岳強襲旅団と4月上旬までマリウポリ港の一部を守備していたが、ロシア連邦軍に市街地を制圧され、ウクライナ軍がアゾフスタリ製鉄所と港湾地区に分断された頃には撤退していた。4月14日、第36独立海軍歩兵旅団とアゾフ連隊が合流に成功した際、アゾフ連隊のデニス・プロコペンコ連隊長は、海兵隊を「英雄」と称賛した一方、逃亡および自発的に投降した軍人を「英雄」と呼ばないよう国民に呼びかけた。

#### 東部・南ドネツク戦線
2022年3月、東部ドネツィク州ヴォルノヴァーハ地区に再配置され、第53独立機械化旅団の救援でヴォルノヴァーハを防御したが同月に陥落した。7月まで第37独立自動車化歩兵大隊がヴェリカ・ノヴォシルカを防御した。
2023年2月、第21独立自動車化歩兵大隊が東部ドネツィク州ヴォルノヴァーハ地区に再配置され、ロシア軍の攻勢をヴフレダールで撃退した。

#### 東部・バフムート戦線

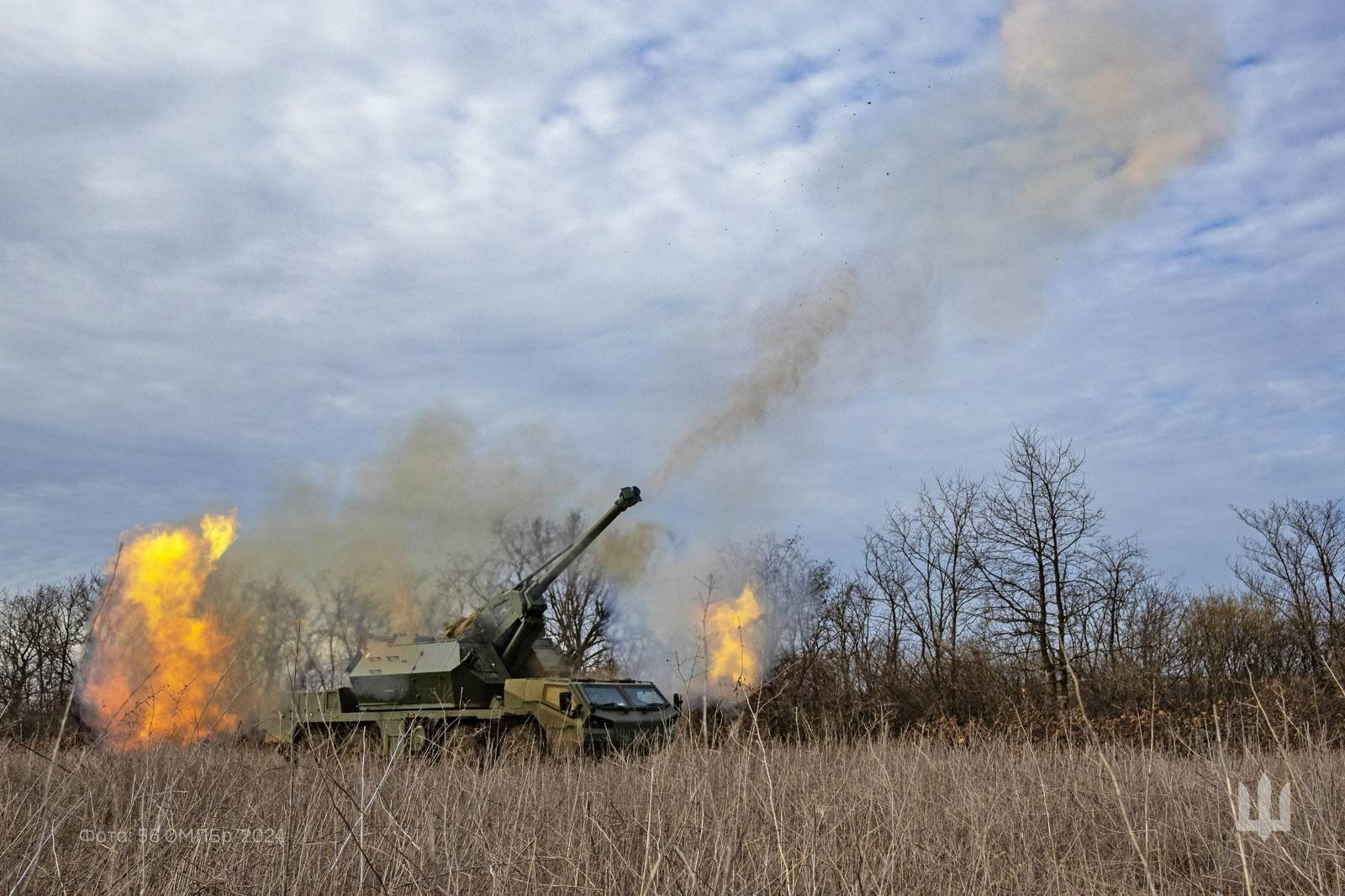
チェコ供与のダナ 152mm自走榴弾砲を運用する様子

2023年3月、激戦地の東部ドネツィク州バフムート地区に再配置され、バフムート北に展開した。
2023年5月5日、ウォロディミル・ゼレンスキー大統領より、勇気と勇敢さに対する栄誉賞を授与された。

## 編制
- 旅団司令部（ドネツィク州マリウポリ）
- 第21独立自動車化歩兵大隊（ヘルソン州スカドフスク）
- 第23独立自動車化歩兵大隊（ドネツィク州マリウポリ）
- 第37独立自動車化歩兵大隊（ザポリージャ州プリモルスク（ウクライナ語版））
- 戦車大隊 - T-64BV（ウクライナ語版）
- 第1小銃大隊
- 第2小銃大隊
- 第39独立小銃大隊
- 旅団砲兵群
  - 本部中隊
  - 第1自走砲大隊
  - 第2自走砲大隊
  - ロケット砲隊
  - 対戦車砲隊
- 防空大隊

- 工兵大隊
- 整備大隊
- 兵站大隊
- 偵察中隊
- 通信中隊
- レーダー中隊
- NBC防護中隊
- 衛生中隊
- 無人機中隊 カテンジャタ

編制は上記のとおりとなる。

## 2017年編制
- 旅団司令部（マリウポリ）
- 第21独立自動車化歩兵大隊（ヘルソン）
- 第23独立自動車化歩兵大隊（ザポリージャ）
- 第37独立自動車化歩兵大隊（ザポリージャ）
- 旅団砲兵群
  - 本部中隊
  - 榴弾砲大隊
  - 対戦車砲大隊
- 防空大隊
- 戦車中隊

- 偵察中隊
- 工兵中隊
- 整備中隊
- 兵站中隊
- 通信中隊
- 衛生中隊
- 狙撃小隊